# Билибино
Билибино (рус. Билибино) град је у Русији, у Чукотском аутономном округу. Центар је Билибинског рејона. Утемељен је 1955. године, а градом је признат 28. јуна 1993. године. Град се налази 653 km од Анадира.
10. фебруара 1956. било преименовано у Билибино, у част првог откривача «Златне Колиме» — геолога Јурија Билибина (Юрий Билибин). Добија се злато.
Поред града се налази Билибинска нуклеарна електрана (почела са радом 1976), која има електричну снагу од 48 MW.

## Становништво
Према прелиминарним подацима са пописа, у граду је 2010. живело становника, (%) више него 2002.
| 1959. | 1970.  | 1979.  | 1989.  | 2002. | 2010. |
| ----- | ------ | ------ | ------ | ----- | ----- |
| 635   | 10.693 | 12.711 | 15.558 | 6.181 | 5.506 |